# Нешо Брайков
Нешо Станев Брайков е роден в Копривщица четник в Българското опълчение през Руско-турската война от 1877 – 1878 г. Участва в Първа опълченска дружина под командването на полковник Константин Кесяков.
Когато е на дванадесет години Нешо Брайков заминава за Цариград, където три години чиракува в абаджийска работилница. Когато се разбира, че този занаят не е за него, отива в Стамбулския квартал „Фенер“ и се главява в печатницата на тамошната българска църква за печатар. Тук се печатат списанията „Читалище“ и „Български Цариградски вестник“. По това време живее в метоха на храм „Свети Стефан“ и покрай работата в печатницата влиза в общение с борци за църковната независимост на българите.
През пролетта на 1875 г. Нешо Брайков заедно с други сто и двадесет души взима участие в Херцеговинското-босненско въстание в състава на интернационална, балканска бригада. Когато идват студовете, поради глад и липса на обмундирование около четиридесет души от цариградската група взимат решение да минат през Черна гора и Сърбия и да отидат в Румъния. След известни перипетии на кораба „Радецки“  стгиат до Румъния, където след известно време установява връзка с Централния революционен комитет и с лично познатите си Драган Цанков и редакторът на вестник „Стара планина“ Стефан Бобчев.
След войната Брайков става жандармерист в Хасково и има допълнително обучение в кавалерийския ескадрон в Пловдив. През 1883 г. е командирован в Харманли, където е един от организаторите на Съединението в региона. След тези събития се завръща в Хасково и като привърженик на Народолибералната партия и неин деец е избран за кмет на града с мандат от лятото на 1904 до есента на 1905 г.
В годините на Балканската война взима участие в обсадата на Одринската крепост и последвалото и превземане. В края на живота му Нешо Брайков е избран за почетен председател на дружеството на запасните офицери и подофицери „Родопи“.